# Henryk Brejza
Henryk Brejza (ur. 20 grudnia 1938 w Katowicach) – polski piłkarz, grający na pozycji obrońcy. Reprezentant Polski.
Henryk Brejza rozpoczął karierę w Hutniczym Klubie Sportowym Małapanew Ozimek; był piłkarzem Odry Opole oraz reprezentacji Polski.
Ceniony obrońca opolskiej drużyny w reprezentacji Polski rozegrał w latach 1966–1968 dziewięć spotkań. Zadebiutował 5 stycznia 1966 w zakończonym remisem 1:1 meczu towarzyskim z Anglią w Liverpoolu. Ostatni raz w reprezentacji zagrał 20 października 1968 w Szczecinie, w meczu towarzyskim z NRD 1:1.